# Ellipteroides hutsoni
Ellipteroides hutsoni är en tvåvingeart som först beskrevs av Jaroslav Stary 1971.  Ellipteroides hutsoni ingår i släktet Ellipteroides och familjen småharkrankar.
Artens utbredningsområde är Marocko. Inga underarter finns listade i Catalogue of Life.